# Río Reloca
Río Reloca är ett vattendrag   i Chile.   Det ligger i regionen Región del Maule, i den södra delen av landet, 300 km sydväst om huvudstaden Santiago de Chile. 
Omgivningen kring Río Reloca är ganska glesbefolkat, med 21 invånare per kvadratkilometer.